# Международный Идентификатор
Международный Идентификатор (англ. International designator) — это  каталожный номер каждого летающего космического объекта, находящегося на орбите и зарегистрированного в COSPAR. Понятие «летающего объекта» трактуется довольно свободно и включает также все объекты, появившиеся в результате старта какой-либо ракеты и самостоятельно находящиеся на орбите. Всякие летающие объекты могут служить источником помех при астрономических наблюдениях. Чтобы исключить подобные помехи, параметры орбит таких объектов должны быть известны в гражданской астрономии. Подобная информация не могла быть почерпнута из национальных каталогов стран во время холодной войны. По этой же причине суборбитальные старты не получали номера полёта.
Согласно астрономической научной традиции, любое новое небесное тело после 1957 года получало имя, состоящее из номера года и одной буквы греческого алфавита. С целью отождествления множественных объектов после буквы добавлялась одна цифра. Например, первый искусственный спутник Земли имеет обозначение 1957 α 2 (номер 1 получила вторая ступень ракеты-носителя, также вышедшая на орбиту и имеющая гораздо большие размеры, чем спутник). Начиная с 1961 года, двадцати четырёх букв греческого алфавита стало не хватать, и для обозначения стали использовать две буквы.
В 1963 году перешли к обозначению, использующемуся и сегодня — год-порядковый номер (двух- или трехзначный) и буквенный индекс. Буквенный индекс присваивается согласно кажущейся значимости объекта. Поскольку в настоящее время известна практически вся информация о полезной нагрузке ракет, то индексами A и далее обозначаются спутники, и лишь затем ступени ракет и прочие части. По состоянию на 2008 год, в каталоге находилась информация о почти 6500 объектах.
NASA Национальный космический научный центр данных (NSSDCA) поддерживает два каталога и идентификатора, COSPAR ID и NSSDCA ID  — номер по каталогу NSSDCA. Хотя NSSDCA использует идентификатор COSPAR, многие записи каталога NSSDCA создаются перед запуском космического объекта, поэтому они не всегда привязаны к идентификатору COSPAR.
Примеры несоответствий NSSDCA ID и COSPAR ID:
| Спутник                    | ID до запуска (NSSDCA ID) | ID после запуска (COSPAR ID) | Примечание                                                                                                  |
| -------------------------- | ------------------------- | ---------------------------- | --- |
| BepiColombo                | BEPICLMBO                 | 2018-080A                    | |
| LightSail-2                | -                         | 2019036AC                    | в айди нет тире                                                                                             |
| Соджорнер (марсоход)       | MESURPR                   | 1996-068A                    | |
| Люси (космический аппарат) | LUCY                      | 2021-093A                    | Первоначальная запись недоступна после запуска с 7 ноября 2021 года.                                        |
| Спейс шаттл                | SHUTTLE                   | отдельные айди               | Совершил 135 вылетов с 1981 по 2011 годы. У каждой миссии есть идентификатор COSPAR, но нет записи в NSSDC. |
| Джеймс Уэбб (телескоп)     | JWST                      | 2021-130A                    | |

Пример соответствия NSSDCA ID и COSPAR ID: 1997-061A.
Альтернативной системой обозначения искусственных спутников является SCN.